# Farbunterabtastung
Mit Farbunterabtastung (englisch chroma subsampling [ˈkɹoʊmə ˈsʌbˌsæmplɪŋ], color subsampling) wird bei der Bildaufnahme ein Verfahren bezeichnet, das der Reduzierung der benötigten Datenmenge dient, beispielsweise, um den benötigten Speicherplatz zu reduzieren oder die benötigte Übertragungsbandbreite (u. a. bei nachrichtentechnischen Systemen) zu beschränken. Voraussetzung ist die Verwendung eines geeigneten Farbmodells, das Chrominanz (Farbinformation) und Luminanz (Helligkeitsinformation) getrennt beschreiben kann. Die Chrominanz wird mit einer gegenüber der Luminanz reduzierten Abtastrate gespeichert. Der subjektive optische Qualitätsverlust ist gering, da das menschliche Auge Farbe mit geringerer Auflösung wahrnimmt als Helligkeit.
Farbunterabtastungen finden sich in der Videotechnik, bei digitalen Bildformaten wie JPEG und im Bereich der Farbfernsehtechnik.

## Allgemeines
Die Farbunterabtastung macht sich die Physiologie des menschlichen Auges zu Nutze, welches die Farbinformation im Gegensatz zur Helligkeitsinformation nur mit reduzierter Auflösung wahrnehmen kann. Die Möglichkeit zur Farbunterabtastung bieten grundsätzlich alle Farbmodelle mit von der Helligkeitsinformation getrennten Farbdifferenzinformationen, beispielsweise YCbCr oder CIELab.

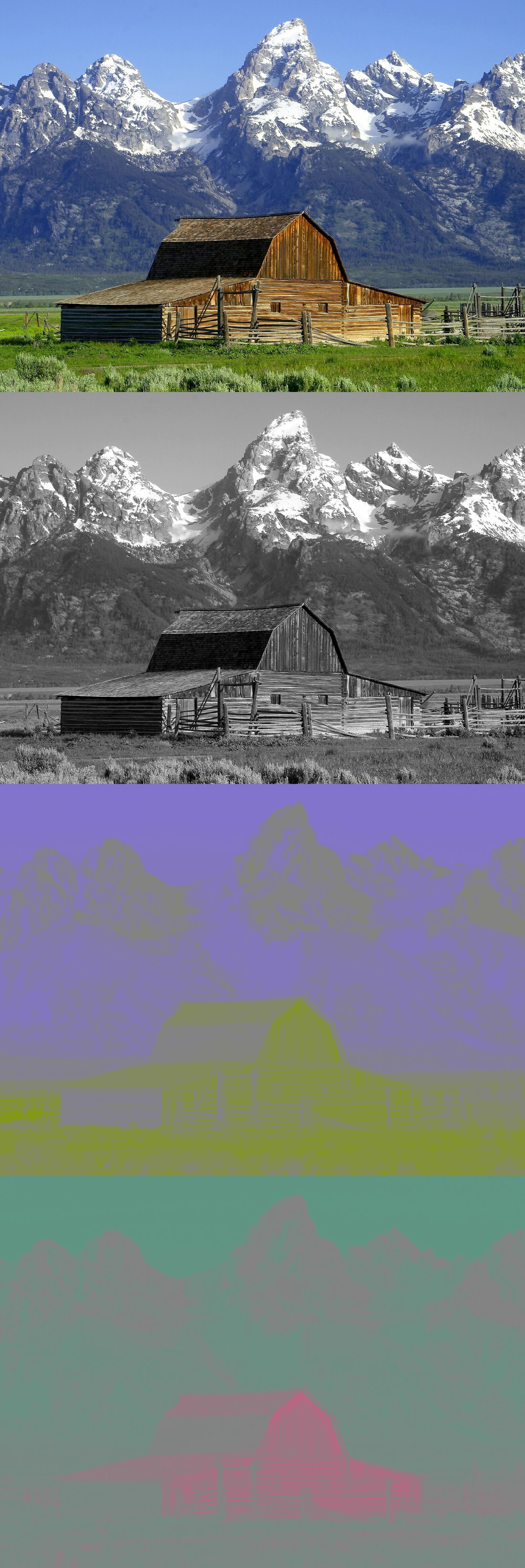
Farbbild oben und die Aufspaltung dieses Bildes in die Komponenten Luma Y' (Helligkeit) und die beiden Chrominanzkomponenten Cb und Cr (Farben).

Die nebenstehende Abbildung illustriert diesen Effekt: Der Bildschärfeeindruck ist im Wesentlichen in der Helligkeitsinformation (2. Bild) enthalten. Die beiden Farbkomponenten in den unteren beiden Bildern sind in der Auflösung reduziert. Die Informationen aus diesen drei Bildern ergibt das obenstehende Farbbild, dessen reduzierte Farbauflösung nicht auffällt.
In der analogen Videotechnik wird die Farbinformation mit geringer Bandbreite übertragen, was entsprechend in der digitalen Videotechnik und Bildverarbeitung durch Reduktion der Abtastrate, also Vergrößerung des räumlichen Abstands zwischen den Abtastpunkten der Farbkomponenten, abgebildet wird. Wenngleich sich die Farbunterabtastung primär auf digitale Systeme bezieht und auch nichts ursächlich mit der Farbfernsehtechnik zu tun hat, entstammt ein Teil der Bezeichnungen der analogen Farbfernsehtechnik, insbesondere aus dem NTSC-Farbfernsehsystem.

## Bezeichnungsschema

Gebräuchliche Farbunterabtastungen

Es existieren verschiedene Formen der Farbunterabtastung, welche die Unterabtastung der Farbsignale als Relation zum Helligkeitssignal beschreiben. Dabei wird üblicherweise folgende Notation mit drei Zahlen benutzt:
{\displaystyle A:B:C}
Diese Notation geht von einem Pixelblock von A Pixeln Breite und zwei Pixeln Höhe aus und beschreibt im Verhältnis zum Wert A die darin enthaltenen Abtastraten für die Farbinformation.
- Die erste Ziffer A wird hierbei heute üblicherweise mit 4 angegeben, da traditionell alle Farbunterabtastraten niedrige Zweierpotenzen waren (auch wenn 4:2:2 ebenso als 2:1:1 angegeben werden könnte, ist dies in der Praxis nicht üblich).
 Ursprünglich stand A für den Faktor der Abtastrate des Helligkeitsignals Y’ in Vielfachen der NTSC-Videobandbreite von 3,375 MHz im Y'CbCr-Farbmodell. Typischerweise beträgt die Abtastrate das Vierfache der Videobandbreite, womit sich der Pixeltakt zu 13,5 MHz im digitalen Videostandard ITU-R BT 601 ergibt. Selten wird auch die Ziffer 3 als führende Ziffer verwendet, da ansonsten bei Abtastraten von einem Drittel Brüche in den Werten B und C verwendet werden müssten.

- Die zweite Ziffer B steht für die Abtastrate der beiden Farbkanäle Cb und Cr in der oberen Pixelreihe in Relation zu A bzw. ursprünglich zu 3,375 MHz. Sie hat im Rahmen der ITU-R BT 601 den Wert zwei und stellt die Farbunterabtastung dar.

- Die dritte Ziffer C beschreibt denselben Wert wie die zweite Ziffer, jedoch für die untere Pixelreihe des Pixelblocks.

- Gelegentlich wird im Bezeichnungsschema eine vierte Zahl im Anschluss angegeben, welche das Abtastratenverhältnis eines mitübertragenen Alphakanals angibt.

Üblich sind folgende Farbunterabtastungen:
| Y'CbCr 4:4:4 | Y'CbCr 4:2:2                         |
| Y'CbCr 4:2:0 | Y'CbCr 4:2:0 MPEG-2-Abtastpositionen |

Weiße Kreise symbolisieren die Abtastpositionen für die Luminanz, hell- und dunkelgraue Kreise die Positionen für die beiden Chrominanzsignale.

### 4:4:4 (1x1,1x1,1x1)
In diesem Fall erfolgt keine Farbunterabtastung. Anwendungen von 4:4:4 liegen im Bereich der hochwertigen digitalen Bildverarbeitung und beim RGB-Farbraum. Im RGB-Farbraum ist, wegen der fehlenden Trennung zwischen Helligkeit- und Farbinformation, grundsätzlich keine Farbunterabtastung möglich.

### 4:2:2 (2x1,1x1,1x1)
Diese Farbunterabtastung ist ursprünglich aus dem analogen Farbfernsehstandard NTSC entstanden und wird im Rahmen der Norm ITU-R BT 601 für digitale Videosignale verwendet. Dabei wird zwischen horizontaler und vertikaler Farbunterabtastung eine Unterscheidung getroffen: Die Abtastung in horizontaler Richtung ist nur halb so groß wie in vertikaler Richtung. Das Digital-Betacam-Bandformat nutzt das 4:2:2-Verfahren.

### 4:2:0 (2x2,1x1,1x1)
Das Format 4:2:0 wird bei digitalen Bildern im JPEG-Standard oder digitalem Videomaterial im MPEG-Standard verwendet und weist in beiden Raumrichtungen eine identische Abtastung auf. Dabei kommen, wie in obigen Abbildungen dargestellt, leicht versetzte Abtastpunkte des Farbsignals vor: Bei JPEG wird zentrisch abgetastet, bei MPEG in gleicher vertikaler Ausrichtung wie das Helligkeitssignal.
Auch wenn der Bezug zu der NTSC-Videobandbreite bei JPEG und auch MPEG keinen Sinn ergibt, wurde das Bezeichnungsschema der Farbunterabtastung mit Ziffern beibehalten. Das PAL-DV-Bandformat (DV25-PAL) nutzt das 4:2:0-Verfahren.

### 4:1:1 (4x1,1x1,1x1)
Ähnlich wie 4:2:2, wobei allerdings die Farbkanäle in horizontaler Richtung nur mit 1/4 der Abtastrate des Helligkeitssignals abgetastet werden. Das NTSC-DV-Bandformat (DV25-NTSC) nutzt das 4:1:1-Verfahren.
Die gesamte Farbauflösung entspricht dabei der Farbabtastung 4:2:0 jedoch mit höherer vertikaler Auflösung zuungunsten der horizontalen Auflösung.

### Weitere Farbunterabtastungen
Darüber hinaus existieren noch einige selten angewendete Farbunterabtastungen. Im Bereich von DVCAM (DV SDL) findet eine Farbunterabtastung mit der Bezeichnung 3:1:1 Anwendung, welche von der Firma Sony geprägt wurde. Der Pixeltakt beträgt dabei allerdings nicht das 3fache der NTSC-Bandbreite, sondern 12 MHz.
Im Bereich von High Definition Television (HDTV) auf der HD-SDI-Schnittstelle nach der Norm SMPTE 292M kommt 22:11:11 vor. Die Bezeichnung wird allerdings nur selten verwendet und ist aus dem bei HDTV verwendeten Pixeltakt von 74,25 MHz abgeleitet.